# Базилевский, Александр Тихонович
Александр Тихонович Базилевский — советский и российский учёный-планетолог, доктор геолого-минералогических наук, лауреат Государственной премии СССР (1989).

## Биография
Родился 4 октября 1937 г. в Воронеже в семье агронома. Окончил Воронежский государственный университет по специальности «инженер-геолог-разведчик» (1959).
- 1959—1963 геолог Геологосъемочной экспедиции Геологического управления центральных районов Министерства геологии и охраны недр СССР.
- 1963—1966 аспирант кафедры геохимии геологического факультета МГУ.
- 1966—1968 старший геолог Геологосъемочной экспедиции Геологического управления центральных районов.
- 1968—1975 младший, затем старший научный сотрудник лаборатории сравнительной планетологии Института космических исследований АН СССР.
- С 1975 г. работает в ГЕОХИ АН СССР (РАН), с 1982 г. заведующий лабораторией сравнительной планетологии, в настоящее время — главный научный сотрудник лаборатории.

В 1968 г. защитил кандидатскую, в 1986 г.- докторскую диссертацию.
Проводил геолого-морфологический анализ поверхности планет и их спутников: Луны, Венеры, Марса, Фобоса, Каллисто, Ганимеда, Тритона; изучал геологию и геохимию ударных кратеров Земли; выполнил геологический анализ телевизионных панорамных снимков поверхности Венеры, полученных посадочными космическими аппаратами «Венера 9, 10, 13, 14»; а также геологический анализ данных радарной съёмки северной четверти Венеры с искусственных спутников «Венера 15 и 16».
С 1996 по 2006 г. по совместительству преподавал на геологическом факультете МГУ.

## Награды и признание
Награждён орденом Трудового Красного Знамени (1983), орденом Дружбы (2021), Государственной премией СССР (1989), медалью Ранкорна-Флоренского Европейского Геофизического союза (2000), премией Мазурского (2004).
Почётный гражданин г. Провиденса, шт. Род-Айленд, США (1988).

## Память
В его честь назван астероид (3991) Базилевский (Basilevsky).

## Публикации
- Флоренский К. П., Базилевскии А. Т., Бурба Г. А., Волков В. П., Иванов А. В., Кузьмин Р. О., Назаров М. А., Николаева О. В., Пронин А. А., Родэ О. Д., Яковлев О. И., Ярошевский А. А. Очерки сравнительной планетологии. М., 1981. 324с.; ответственный редактор член-корреспондент АН СССР Барсуков В. Л.
- Базилевский А. Т., Иванов Б. А., Флоренский К. П., Яковлев О. И., Фельдман В. И., Грановский Л. Б. Ударные кратеры на Луне и планетах. М., 1983. 200с.
- Basilevsky A. T. On the evolution rate of small lunar craters. Proc. Lunar Sci. Conf. 7th, Pergamon Press, 1976, 1005—1020.
- Базилевский А. Т. K-U-Th систематика вещества планетных тел Солнечной системы. Геохимия, № 2, 1985, 131—141.
- Basilevsky A.T., Head J.W. Venus: Timing and rates of geologic activity. Geology, v. 30, No 11, 1015—1018. 2002.
- Базилевский А. Т. Лаборатория сравнительной планетологии ГЕОХИ РАН: совместные работы с НПО им. С. А. Лавочкина / Вестник НПО им. С. А. Лавочкина, 2012, № 4 (15), с. 53—63.
- Базилевский А. Т., Иванов Б. А., Иванов А. В., Хэд Дж. У. Уточнение источников вещества, доставленного КА «Луна-24», на основании анализа новых снимков места посадки, полученных КА LRO. Геохимия, 2013, № 6, 510—528.
- Basilevsky A.T., Lorenz C.A., Shingareva T.V., Head J.W., Ramsley K.R., Zubarev A.E. The surface geology and geomorphology of Phobos. Planetary and Space Science. 2014, v. 102, 95-118.
- Базилевский А. Т. Были ли американцы на Луне? // Природа : журнал РАН. — Наука, 2017. — Июль (№ 7). — С. 47—51. — ISSN 0032-874X.